# Жіноча збірна Австралії з хокею із шайбою
Жіноча збірна Австралії з хокею із шайбою (англ. Australia women's national ice hockey team) — національна жіноча збірна команда Австралії, яка представляє країну на міжнародних змаганнях з хокею. Функціонування команди забезпечується Австралійською хокейною федерацією.

## Історія
Збірна дебютувала на кваліфікаційному турнірі чемпіонату світу 2000 року. Вже наступного року зайняли третє місце у групі В першого дивізіону. Найчастіше жіноча збірна Австралії виступає у другому або третьому дивізіонах чемпіонату світу з хокею із шайбою серед жінок.

## Результати

### Виступи на чемпіонатах світу
- 2000 – 6 місце (кваліфікація)
- 2001 – 3 місце (кваліфікація Дивізіон ІВ)
- 2003 – 1 місце (Дивізіон ІІІ)
- 2004 – 5 місце (Дивізіон ІІ)
- 2005 – 5 місце (Дивізіон ІІІ)
- 2007 – 1 місце (Дивізіон ІІІ)
- 2008 – 6 місце (Дивізіон ІІІ)
- 2011 – 2 місце (Дивізіон ІІІ)
- 2012 – 3 місце (Дивізіон ІІА)
- 2013 – 3 місце (Дивізіон ІІА)
- 2014 – 6 місце (Дивізіон ІІА)
- 2015 – 5 місце (Дивізіон ІІВ)
- 2016 – 1 місце (Дивізіон ІІВ)
- 2017 – 6 місце (Дивізіон ІІА)
- 2018 – 4 місце (Дивізіон ІІА)
- 2019 – 6 місце (Дивізіон ІІА)
- 2020 – 1 місце (Дивізіон ІІВ)
- 2022 – 2 місце (Дивізіон ІІВ)
- 2023 – 2 місце (Дивізіон ІІВ)
- 2024 – 2 місце (Дивізіон ІІВ)
- 2025 – 1 місце (Дивізіон ІІВ)

### Виступи на Олімпійських іграх
Жіноча збірна Австралії жодного разу не кваліфікувалась на Олімпійський хокейний турнір.